# Philodendron dyscarpium
Philodendron dyscarpium är en kallaväxtart som beskrevs av Richard Evans Schultes. Philodendron dyscarpium ingår i släktet Philodendron och familjen kallaväxter.

## Underarter
Arten delas in i följande underarter:
- P. d. dyscarpium
- P. d. ventuarianum